# 金融服務
金融服务（英語：financial services）是指有关金融交易或财务管理有关的服务或商业活动。金融服务业，即在銀行、保險、投資、證券、个人理财等領域提供金融服务的企业或机构。

## 歷史

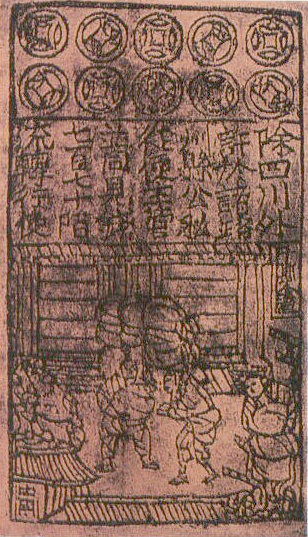
宋朝紙幣交子

金融業的起源能夠追溯到文明的起源，相關的考古學證據能夠追溯到公元前3000年左右。銀行業起源於巴比倫帝國，當時的人們把榖物等貴重物品存放在宮殿及神廟等安全場所內。世界最早的金融業的雛形出現在中國，紙幣等信用票券在唐代飛錢是迄今為止已知最早紙幣的概念。宋朝時期之前中國出現了具有高利貸性質及無利息存款業務的錢莊與票號，第一家具有近代特徵的銀行是上海中國通商銀行，1897年（光緒二十三年）成立。在漢語「銀行」一詞當中，「銀」往往代表的就是貨幣，而「行」則是對大商業機構的稱謂。把辦理與銀錢有關的大金融機構稱為銀行一詞，在中國最早見於太平天國洪仁玕所著的《資政新篇》。一般認爲西方最早的銀行是義大利1407年在威尼斯成立的銀行。其後荷蘭在阿姆斯特丹、德國在漢堡、英國在倫敦也相繼設立了銀行。十八世紀末至十九世紀初，銀行得到了普遍發展。

## 服务内容
| - 银行 - 证券(券商) - 保险 - 信托 - 基金 | - 贷款 - 按揭 - 征信 - 信用卡 - 金融信用 | - 财务管理 - 个人理财 - 共同基金 - 财富管理 - 私募基金 | - 风险投资 - 做市商 - 投资 - 信用评级 - 首次公开募股 |